# Lac Plumbuita
Le lac Plumbuita est un lac artificiel situé dans le Secteur 2 de Bucarest, qui a été aménagé à partir de la rivière Colentina. En amont, se trouve le lac Tei et, en aval, le lac Fundeni.
Le parc Plumbuita a été aménagé autour du lac.